# Heinrichsthaler Forst
Heinrichsthaler Forst är ett kommunfritt område i Landkreis Aschaffenburg i Regierungsbezirk Unterfranken i förbundslandet Bayern i Tyskland.